# Dormagen
Dormagen er en by i Tyskland i delstaten Nordrhein-Westfalen med cirka 65.000 indbyggere. Den ligger i kreisen Rhein-Kreis Neuss mellem Düsseldorf, Köln og Mönchengladbach på den vestlige bred af Rhinen.
Dormagen blev grundlagt i år 50 e.kr. med navnet Durnomagus.